# 71-й гвардейский мотострелковый полк
71-й гвардейский мотострелковый полк (71 мсп, в/ч 16544) — тактическое формирование в составе Сухопутных войск Российской Федерации.
Формирование входит в состав 42-й гвардейской мотострелковой дивизии Южного военного округа. Пункт постоянной дислокации — станица Калиновская (Чеченская Республика).

## История
71-й мотострелковый полк создан в 2016 году.
В 2017 году батальон военной полиции 71-го мотострелкового полка совершил трёхмесячную командировку в Сирии.
В 2022 году 71-й мотострелковый полк участвовал во вторжении России на Украину, наступая с территории самопровозглашенной ДНР и участвовал в боях за Мариуполь
9 августа 2023 года Указом Президента России полку присвоено почётное наименование «гвардейский».